# Jüdischer Friedhof (Slatina u Horažďovic)
Koordinaten: 49° 23′ 50,6″ N, 13° 44′ 38″ O

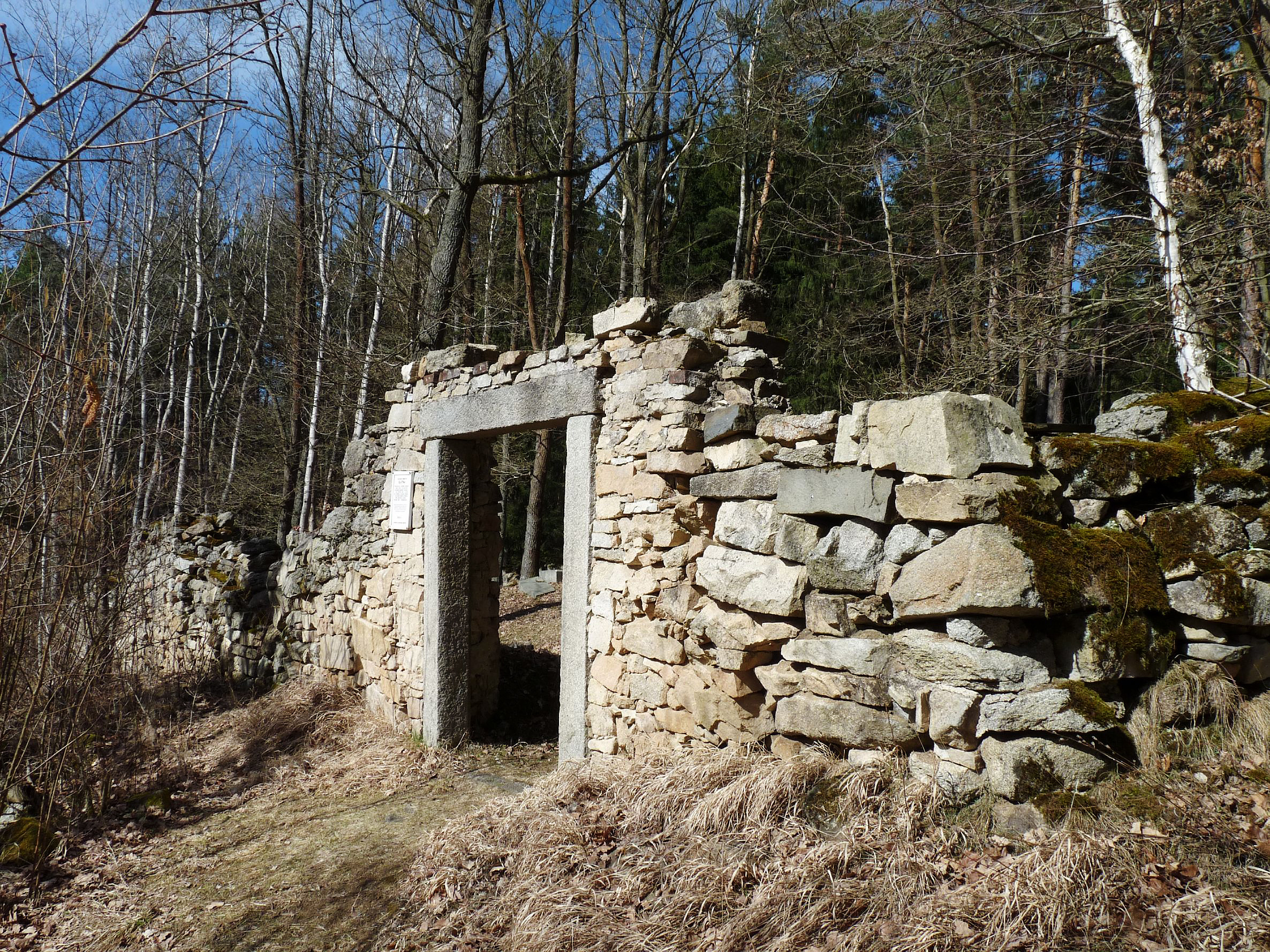
Eingang zum jüdischen Friedhof in Slatina u Horažďovic

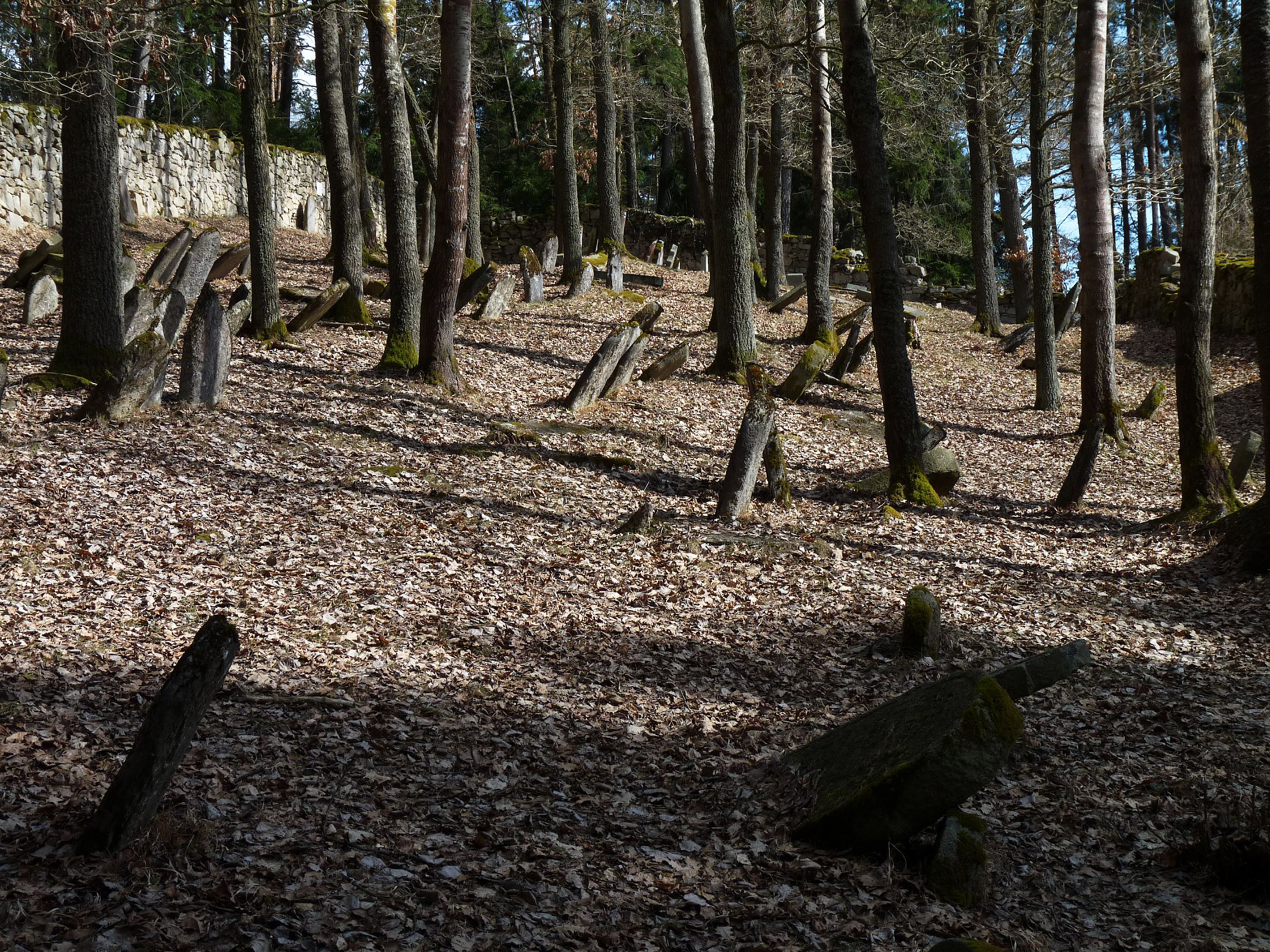
Ansicht

Der Jüdische Friedhof in Slatina u Horažďovic, einer Gemeinde im Okres Klatovy in Tschechien, wurde 1723 angelegt. Der jüdische Friedhof befindet sich außerhalb des Ortes.

## Geschichte
Im Jahr 1723 gestattete der Grundherr Wenzel Ferdinand Kunasch von Machowitz der jüdischen Gemeinde die Anlegung eines eigenen Friedhofes. Auf dem zunächst acht mal acht Klafter großen Friedhof wurden auch Juden aus den umliegenden Orten begraben. Später wurde der Friedhof vergrößert.